# Jan Evangelista Konopas
Jan Evangelista Konopas (23. prosince 1833 Sudoměř – 5. září 1909 Sudoměř) byl český písmák, spisovatel, novinář a vlastenec.

## Život
Narodil se v Sudoměři v rodině sedláka Josefa Konopase a jeho ženy Kateřiny Franckové. Rod Konopasů byl starobylý selský rod a první zmínky o něm jsou z první poloviny 17. století Vyrůstal s několika bratry, ale jelikož byl nejstarší, byl předurčen stát se hospodářem na statku. V letech 1839–1845 navštěvoval obecnou školu, kterou ukončil s velmi dobrým prospěchem a na závěr obdržel velký pozlacený dukát. Další vzdělání mu nebylo dopřáno, neboť k vedení hospodářství v té době potřeba nebylo. Byl velmi bystrý, zajímal se o dění kolem sebe, po práci rád četl a zajímala jej česká historie, její památky a osobnosti. Jeho učitelem byl archeolog Václav Krolmus, který v něm vzbudil zájem o vlastivědu a starožitnosti, stýkal se rovněž i s Karlem Jaromírem Erbenem. První pokusy o vlastní literární a publikační činnost na sebe nenechaly dlouho čekat, roku 1854 napsal svou první báseň Hrádek Sudoměřický. V roce následujícím začal docela pravidelně zasílat své příspěvky do časopisů a novin. V roce 1857 se stal čestným členem Hospodářského spolku mladoboleslavského a o jeho činnosti psal drobné referáty z jeho schůzí.
Další oblastí jeho zájmů bylo sběratelství a folklór, jako dvaadvacetiletý zaslal do Prahy sebrané písně, pověry a pohádky s Mladoboleslavska. Konopas byl rovněž občasným dopisovatelem do Boleslavanu, Hospodářských novin a přispíval i do časopisu Živa. Jeho články vycházely v Obrazech života, Studentských listech, Národní politice a Českém lidu.
Pokusil se rovněž psát i beletrii. Povídky nedosahovaly velké úrovně, ale i přesto mu některé zveřejnil časopis Lumír. V letech 1865–1866 vydával a sám i psal týdeník Milostín, který obsahoval hlavně jeho tvorbu – básně, povídky a jeho texty na nápěvy známých lidových písní. Snažil se být na všech akcích, které se týkaly národního dění, zúčastnil se 16. května 1868 i položení základního kamene Národního divadla v Praze a byl účasten různých národních sbírek, výletů na posvátná místa a podobných akcí. Cesty na poutě a trhy využíval k návštěvám hradů a zámků, které si kreslil a stručně popisoval. K vydání měl připravené Příběhy a pověsti Mladoboleslavska, které ale nikdy nevyšly.
Jan Evangelista Konopas se v roce 1880 oženil s Kateřinou Míchalovou a měl s ní syna Josefa. Matka se synem roku 1882 zemřeli a Jan se v roce 1884 oženil podruhé, za ženu si vzal Alžbětu Skořepou, s níž měli dvě děti: syna Jana (* 1885) a dceru Anežku (* 1888).
Jan Evangelista Konopas zemřel ve svém rodném domě dne 5. září 1909 a byl pohřben na hřbitově v Sudoměři.
Doktor Zdeněk Zíbr charakterizoval Jana Evangelistu Konopase těmito slovy:
„Vítal jsem vždy s úctou a podivem ty drobné črty psané perem ctihodného, vzdělaného rolníka českého. Drobný člověk, tichý pracovník, jakých v českých krajích málo.“
„Umřel šlechetný stařec."
Jeho pozůstalost je uložena v muzeu v Bělé pod Bezdězem a její součástí jsou rukopisné deníky, skicář hradů a zámků, časopisy Milostín, a další rukopisné záznamy etnografického charakteru: různé pověsti, hry, pranostiky, říkadla, pověry. Další, již skromnější pozůstalost je uložená v českolipském muzeu a popisuje autorovu cestu do Vídně, kam se vydal 30. října 1864 za umírajícím bratrem. Rukopis je doplněna barevnými kresbami.

## Galerie

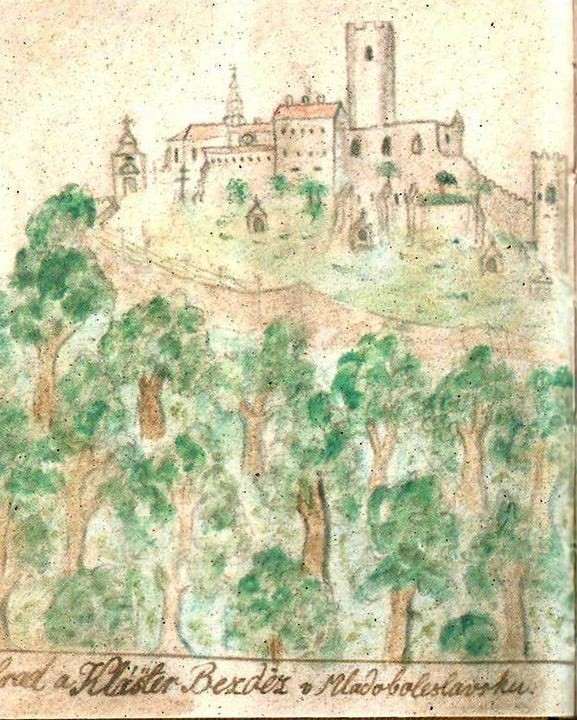
Kresba hradu a kláštera Bezděz z Konopasova skicáře
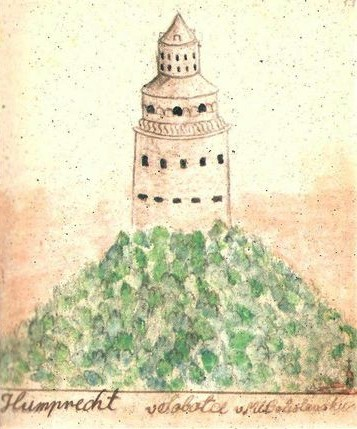
Kresba zámku Humprecht z Konopasova skicáře
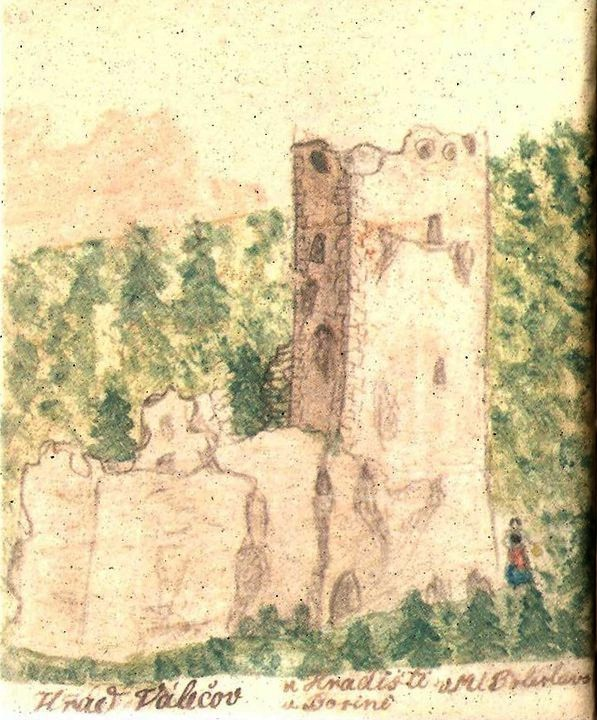
Kresba hradu Valečov z Konopasova skicáře
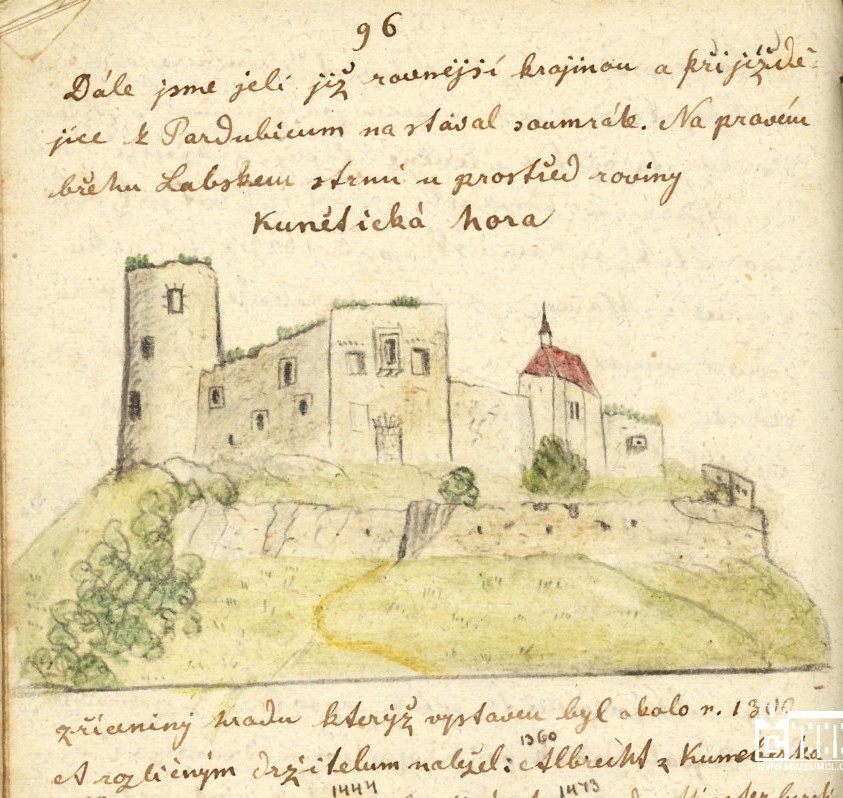
Kunětická hora, kresba z Konopasova rukopisu Cesta do Vídně
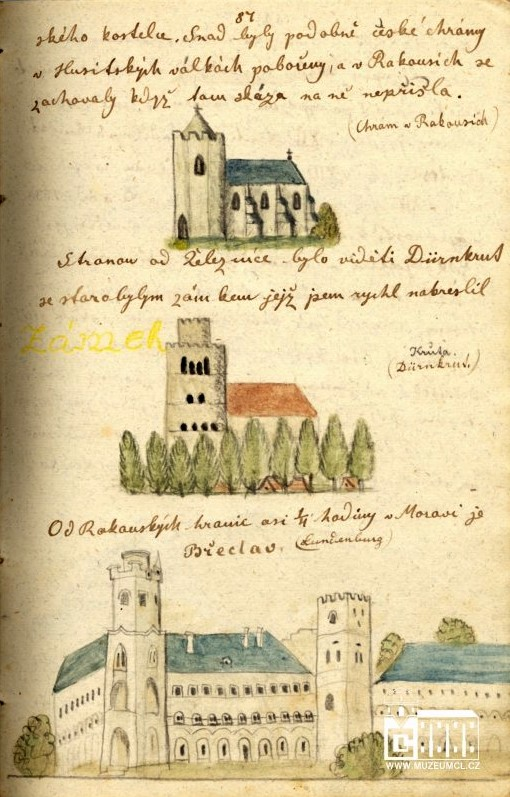
Stránka s kresbami z Konopasova rukopisu Cesta do Vídně